# Kanikenahalli, Magadi
Kanikenahalli là một làng thuộc tehsil Magadi, huyện Ramanagara, bang Karnataka, Ấn Độ.